# Списък на манастири на Македонската православна църква
Това е списък на манастирите и по-важните църкви под управлението на Македонската православна църква, рапределени по епархии.

## Ставропигиални манастири
- Лесновски манастир „Свети Архангел Михаил“, село Лесново, община Пробищип;
- Калищки манастир „Успение на Пресвета Богородица“, село Калища, община Струга;

## Брегалнишка епархия
Манастир
- Манастир „Свети Стефан“, село Конче

Църкви
- Църква „Свети Йоан Кръстител“, Щип;
- Църква „Свети Спас“, Щип;
- Църква „Свети Архангел“, Щип;
- Църква „Свети Никола“, село Крупище;

## Дебърско-кичевска епархия
Манастири
- Бигорски манастир „Свети Йоан Кръстител“;
- Кичевски манастир „Света Богородица Пречиста“;
- „Свети Климент и Пантелеймон“, Охрид;
- Метох „Свети Георги Победоносец“, село Райчица, Дебърско;
- Манастир „Свети Наум“, Охридско;

Църкви
- Църква „Света София“, Охрид;
- Църква „Свети Йоан Богослов Канео“, Охрид;
- Църква „Света Богородица Перивлепта“, Охрид;

## Кумановско-осоговска епархия
Манастири
- Карпински манастир, село Орах, Кумановско;
- Осоговски манастир, Кривопаланско;

Църкви
- Манастирска църква „Свети Георги“, село Старо Нагоричане, Кумановско;
- Манастирска църква „Свети Никола“, село Псача, Крива паланка;

## Повардарска епархия
Манастири
- Полошкият манастир „Свети Георги“
- Ветерският манастир „Свети Йоан“, край село Ветерско
- Манастир „Свети Димитър“, Велес
- Моклишкият манастир „Свети Никола“, село Моклище

Църкви
- Църква „Света Богородица“, село Дреново;
- Маркова скална църква „Свети Никола“, село Драдня

## Преспанско-пелагонийска епархия
Манастири
- Журечки манастир „Свети Атанасий“, село Журче, Демир Хисар;
- Варошки манастир „Свети Архангел Михаил“, Варош, Прилеп;
- Зързенски манастир „Свето Преображение Христово“, село Зързе, Прилепско;
- Слепченски манастир „Свети Йоан Предтеча“, село Слепче, Демир-Хисар;
- Манастир „Свети Никола“, село Слепче, Долнени;
- Сливнишки манастир „Рождество на Пресвета Богородица“, село Сливница, Преспа;
- Манастир „Трескавец“, Прилепско;

Църкви
- Църква „Свети Георги“, село Курбиново, Долна Преспа
- Църква „Свети Никола“, квартал Варош, Прилеп

## Скопска епархия
Манастири
- Марков манастир „Свети Димитър“, село Маркова Сушица;
- „Свети Никита“, село Баняне, Скопска Църна гора;
- Любански манастир „Свети Никола“, село Любанци, Скопска Църна гора;
- Манастирска църква „Свети Андрей“, Матка;
- „Свети Спас“, Матка;
- „Успение на Пресвета Богородица“, село Матка

Църкви
- Съборен храм „Свети Климент Охридски“, Скопие;
- Манастирска църква „Свети Никола Шишевски“, село Шишево;
- Църква „Свети Пантелеймон“, село Горно Нерези, Скопие;
- Църква „Свети Спас“, Скопие;
- Църква „Свети Спас“, Кучевище;

## Струмишка епархия
Манастири
- Бански манастир „Свети Четиридесет мъченици“;
- Велюшки манастир „Пресвета Богородица Милостива“;
- Водочки манастир „Свети Леонтий“;
- Беровски манастир „Свети Архангел Михаил“;
- Беровски манастир „Успение Богородично“;
- Дойрански манастир „Свети Партений Зографски“;
- Новоселски манастир „Св. св. Антоний и Георги“.
- Хамзалийски манастир „Св. Климент и Наум Охридски“.

## Тетовско-гостиварска епархия
Манастири
- Лешочки манастир „Свети Атанасий“, село Лешок, Тетовско;